# Ronde van Spanje 1982
| Eindklassement      |                           |             |
| Algemeen klassement | Marino Lejarreta          | 95h 47' 23" |
| Tweede              | Michel Pollentier         | + 0' 18"    |
| Derde               | Sven-Åke Nilsson          | + 1' 17"    |
| Vierde              | Faustino Rupérez          | + 2' 14"    |
| Vijfde              | José Luis Laguía          | + 2' 37"    |
| Zesde               | Pierre-Raymond Villemiane | + 2' 43"    |
| Zevende             | Stefan Mutter             | + 4' 18"    |
| Achtste             | Jaime Vilamajo            | + 4' 19"    |
| Negende             | Marc Durant               | + 5' 10"    |
| Tiende              | Álvaro Pino               | + 5' 53"    |
| Puntenklassement    | Stefan Mutter             | 172 punten  |
| Tweede              | José Luis Laguía          | 133 punten  |
| Derde               | Eddy Vanhaerens           | 128 punten  |
| Bergklassement      | José Luis Laguía          | 90 punten   |
| Tweede              | Juan Fernández            | 60 punten   |
| Derde               | José Recio                | 53 punten   |

De 37e editie van de Ronde van Spanje werd gehouden in 1982 en duurde van 20 april tot 9 mei. Er stonden 100 renners aan de start, verdeeld over 10 ploegen. In totaal 76 renners bereikten de eindstreep in Madrid.
De favorieten voor de eindzege waren vooraf de Spanjaarden Juan Fernández, Pedro Muñoz, Faustino Rupérez, Ángel Arroyo en Alberto Fernández Blanco, de Italiaan Vicente Belda, de Belg Michel Pollentier en de Zweed Sven-Åke Nilsson.
Er werd gestart met een proloog in Santiago de Compostella, gewonnen door de Fransman Marc Gomez, die daarmee meteen de leiderstrui kreeg en deze vijf dagen droeg. In de vijfde etappe raakte Gomez de trui kwijt aan de Belg Claude Criquielion. In de tiende etappe werd de leiding in het algemeen klassement gegrepen door Ángel Arroyo, die de ronde uiteindelijk leek te gaan winnen. In de zeventiende etappe werd Arroyo echter betrapt op het gebruik van methylfenidaat, waarvoor de Spanjaard een tijdsstraf kreeg van tien minuten. Hierdoor zakte hij naar de dertiende plaats in het klassement. Ook drie andere renners werden betrapt op gebruik van hetzelfde middel: Alberto Fernández, Vicente Belda en Pedro Muñoz. Ook zij werden bestraft. De leiderstrui werd overgenomen door Marino Lejarreta van de Spaanse Teka-ploeg, die deze Vuelta vervolgens op zijn naam schreef. Op het podium in Madrid werd Lejarreta vergezeld door de eerder genoemde favorieten Michel Pollentier en Sven-Åke Nilsson.
Het puntenklassement werd gewonnen door de Zwitser Stefan Mutter, terwijl José Luis Laguía het bergklassement op zijn naam schreef. De Spaanse ploeg Kelme won het ploegenklassement in 287h 14' 05".
- Aantal ritten: 19 + proloog
- Totale afstand: 3456,0 km
- Gemiddelde snelheid: 36,855 km/h

## Belgische en Nederlandse prestaties

### Belgische etappezeges
De Belgische renners behaalden 8 dagzeges in deze ronde.
- Meest succesvol was Eddy Planckaert, hij won vijf etappes: deel a van de eerste etappe in  La Coruña, deel b van de eerste etappe in Lugo, de derde etappe naar Gijón, de vierde etappe naar Santander en de twaalfde etappe naar Nules.
- Eddy Vanhaerens won twee etappes: deel a van de vijftiende etappe naar Tomelloso en de negentiende etappe naar Madrid.
- Willy Sprangers won de zestiende etappe in San Fernando de Henares.

### Nederlandse etappezeges
Er waren geen Nederlandse etappeoverwinningen in deze ronde.

## Etappe overzicht
| Etappe    | Datum    | Van - naar                                | Km                 | Etappewinnaar            | Klassementsleider  |
| --------- | -------- | ----------------------------------------- | ------------------ | ------------------------ | ------------------ |
| Proloog   | 20 april | Santiago de Compostella                   | 6,7 (Ind. tijdrit) | Marc Gomez               | Marc Gomez         |
| 1 deel a  | 21 april | Santiago de Compostella- La Coruña        | 97                 | Eddy Planckaert          | Marc Gomez         |
| 1 deel b  | 21 april | La Coruña-Lugo                            | 97                 | Eddy Planckaert          | Marc Gomez         |
| 2         | 22 april | Lugo-Gijón                                | 200                | Eddy Planckaert          | Marc Gomez         |
| 3         | 23 april | Gijón-Santander                           | 208                | Eddy Planckaert          | Marc Gomez         |
| 4         | 24 april | Santander-Reinosa                         | 196                | Antonio Coll             | Marc Gomez         |
| 5         | 25 april | Reinosa-Logroño                           | 230                | Ángel Camarillo          | Claude Criquielion |
| 6         | 26 april | Logroño-Zaragoza                          | 190                | José-Luis Laguia         | Claude Criquielion |
| 7         | 27 april | Zaragoza-Sabiñánigo                       | 146                | Enrique Martínez Heredia | Claude Criquielion |
| 8         | 28 april | Sabiñánigo-Lerida                         | 216                | Jesús Hernández Úbeda    | Claude Criquielion |
| 9         | 29 april | Artesa de Segre-Puigcerdà                 | 182                | José-Luis Laguia         | Claude Criquielion |
| 10        | 30 april | Puigcerdà-Sant Quirze del Vallès          | 181                | Sven-Åke Nilsson         | Ángel Arroyo       |
| 11        | 1 mei    | Sant Quirze del Vallès-Barcelona          | 143                | José-Luis Laguia         | Ángel Arroyo       |
| 12        | 2 mei    | Salou-Nules                               | 200                | Eddy Planckaert          | Ángel Arroyo       |
| 13        | 3 mei    | Nules-Antella                             | 195                | José Recio               | Ángel Arroyo       |
| 14        | 4 mei    | Antella-Albacete                          | 153                | Dominique Arnaud         | Ángel Arroyo       |
| 15 deel a | 5 mei    | Albacete-Tomelloso                        | 119                | Eddy Vanhaerens          | Ángel Arroyo       |
| 15 deel b | 5 mei    | Tomelloso – Campo de Criptana             | 35 (Ind. tijdrit)  | Ángel Arroyo             | Ángel Arroyo       |
| 16        | 6 mei    | Campo de Criptana-San Fernando de Henares | 176                | Willy Sprangers          | Ángel Arroyo       |
| 17        | 7 mei    | San Fernando de Henares-Navacerrada       | 178                | Marino Lejarreta         | Marino Lejarreta   |
| 18        | 8 mei    | Segovia - Segovia                         | 184                | Juan Fernández           | Marino Lejarreta   |
| 19        | 9 mei    | Madrid-Madrid                             | 84                 | Eddy Vanhaerens          | Marino Lejarreta   |